# Giacinto Bianchi
Giacinto Bianchi (Villa Pasquali, 15 agosto 1835 – Villa Pasquali, 11 febbraio 1914) è stato un religioso e missionario italiano, fondò l’istituto delle Figlie di Maria Missionarie.

Proclamato venerabile dalla Chiesa cattolica il 6 dicembre 2008.
(Cardinale Ivan Dias)

## Biografia
Carlo Giacinto Bianchi nacque a Villa Pasquali, frazione di Sabbioneta, nella Bassa Mantovana. Primogenito di numerosa famiglia contadina, sentì presto la vocazione a divenire missionario. Frequentò il ginnasio a Casalmaggiore e fu poi ammesso nel Seminario di Cremona. Venne ordinato il 29 maggio 1858 dal vescovo Antonio Novasconi e iniziò l'attività pastorale in piccoli centri di campagna vicini a Villa Pasquali.

Nel 1860 venne trasferito a Scandolara Ravara dove nel 1864 istituì la locale Pia Unione delle Figlie di Maria e di sant'Agnese, che fu tra le prime associate a quella fondata a Roma il 23 gennaio 1864. Nello stesso anno fondò la Casa di Lavoro per l'accoglienza di donne nubili intenzionate a vivere e lavorare in comunità. Bianchi non conferì carattere confessionale a questa fondazione, ma gli anticlericali della zona la ostacolarono ugualmente, fino ad ottenerne la chiusura all'inizio del 1865, insieme all'allontanamento del sacerdote.

### Il trasferimento a Genova
Giunse nel capoluogo ligure, dove fu accolto da Giuseppe Frassinetti, priore di Santa Sabina, e in breve divenne suo stretto collaboratore. Fu un periodo di decisiva formazione culturale e spirituale anche nella prospettiva missionaria, allora particolarmente viva a Genova dove nel 1855 Antonio Brignole Sale aveva fondato il Collegio internazionale per le missioni estere. In quest'epoca iniziò l'intensa attività di predicazione che divenne impegno qualificante di tutta la sua vita sacerdotale.

Il 31 maggio 1863 la nobile genovese Eugenia Ravasco assisteva ad una predica del Bianchi, al termine della quale avrebbe avuto la certezza della chiamata soprannaturale e si dedicò quindi totalmente ad opere di educazione cristiana fondando le Figlie dei Sacri Cuori di Gesù e di Maria. Giacinto Bianchi mantenne con l'Istituto e la fondatrice un rapporto di stima e di collaborazione per molti anni.

Rimase a Genova anche dopo la morte di Frassinetti, sopraggiunta il 2 gennaio 1868, ospitato presso diverse parrocchie cittadine. Da qui partiva per predicare in molte diocesi di Lombardia, Piemonte e Veneto; per diversi anni durante i mesi estivi si recò anche in Francia e Svizzera per assistere spiritualmente gli emigranti italiani.

Nel 1868 andò per la prima volta in Palestina: da questo viaggio nacquero in lui l'amore per la Terra santa e una grande devozione a Maria.

### Pigna e le Figlie di Maria Missionarie

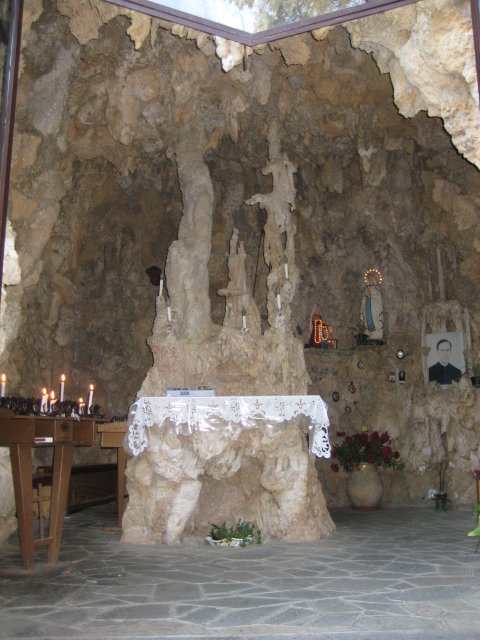
Pigna, la grotta-oratorio dedicata a N. S. di Lourdes

Dal 1870 al 1872 fu accolto tra i novizi della Compagnia di Gesù. Entrò in noviziato a Monaco Principato e fu poi inviato a Chieri. A questo periodo risale il primo contatto con Pigna, piccolo centro dell'entroterra ligure in diocesi di Ventimiglia, dove si era recato a predicare una missione. Nonostante le doti umane e spirituali, non fu ammesso fra i gesuiti poiché giudicato cagionevole di salute.

Il vescovo di Ventimiglia, su richiesta della popolazione, lo richiamò a Pigna, che diverrà determinante nella sua vita di sacerdote e fondatore. Qui iniziò un'intensa attività pastorale: eresse la Pia Unione delle Figlie di Maria e guidò numerose giovani, restaurò la chiesa parrocchiale di San Michele Arcangelo, promosse numerose confraternite, costruì in forma di grotta un oratorio dedicato alla Madonna di Lourdes.
Continuava però a mantenere desto il suo interesse per le missioni, tanto che verso la fine del 1874 seppe che il canonico genovese Antonio Belloni aveva lanciato un appello per l'orfanotrofio arabo-cattolico da lui fondato a Betlemme: era in difficoltà economiche e cercava aiuto per la cucina e il guardaroba. In un'omelia Giacinto Bianchi rilanciò l'appello alle giovani di Pigna invitandole a partire per la Palestina. La proposta fu subito accolta da Caterina Orengo, cui in breve si unirono altre quattro Figlie di Maria. Dopo un periodo di vita comune, partirono da Genova il 22 agosto 1876 e a Betlemme costituirono il primo nucleo delle Figlie di Maria Missionarie. Vissero il loro carisma nello spirito e nello stile della Vergine, fedeli alla preghiera e al servizio nell'opera educativa.

Nel frattempo, costretto da false accuse ad abbandonare Pigna, nel 1878 era tornato a Genova intensificando la sua attività di predicatore. Nel 1890 Propaganda Fide lo nominò Missionario apostolico.

Nel 1892 l'Orfanotrofio di Betlemme fu rilevato dai Salesiani e le Figlie di Maria Missionarie decisero di rientrare in Italia. Giacinto Bianchi le accolse come un padre sollecito e generoso, sostenne sacrifici e difficoltà pur di conservare il germe del nascente istituto che in breve conobbe una consolante fioritura di vocazioni.

### Gli ultimi anni
Nel luglio 1911, logorato dai viaggi, dai disagi e dalla fatica si ritirò a Villa Pasquali, dove dal 1910 aveva iniziato la costruzione di una chiesa dedicata a Sant'Ermelinda, vergine belga del IV secolo eletta a patrona delle Figlie di Maria Missionarie. L'edificio non fu completato poiché venne a mancare il sostegno di una benefattrice che aveva promesso ingenti risorse. Con grande dolore Giacinto Bianchi fu costretto ad abbandonare questo suo ultimo progetto; la costruzione venne demolita nel corso degli anni Venti.

Muore l'11 febbraio 1914, festa di Nostra Signora di Lourdes. Era vissuto povero e nella provvisorietà, fiducioso in Dio, pronto a consolare e sollevare il prossimo.

## Processo di beatificazione

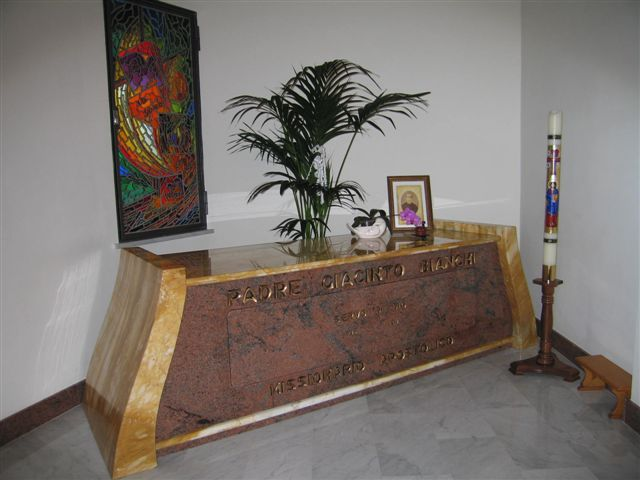
La tomba di Giacinto Bianchi nella cappella della Casa generalizia delle Figlie di Maria Missionarie a Roma

La fama di santità di Giacinto Bianchi si diffuse subito dopo la sua morte e all'inizio del 1915 uscì a Genova una prima biografia. Le difficoltà dei tempi fecero ritardare fino al 1949 l'apertura del processo ordinario informativo presso la diocesi di Cremona; questa prima fase terminò nel 1962. Il corpo fu traslato a Roma nel 1974 e nello stesso anno si concluse con esito positivo il processo canonico sui suoi scritti. Nel maggio 1993 fu presentata la Positio super virtutibus.

Il 6 dicembre 2008 è stato dichiarato venerabile da Benedetto XVI.

Le ulteriori fasi dell'iter per la beatificazione sono riprese nel 2012.

## I suoi scritti
Le fonti autografe di Giacinto Bianchi constano di circa 800 documenti di vario genere (appunti di predicazione, schemi per conferenze, tracce di lettura, testi spirituali e devozionali, materiale epistolare, memorie storiche) conservati nell'Archivio storico delle Figlie di Maria Missionarie a Roma.

## Scritti di Giacinto Bianchi
- P. D., Lege et fac similiter. Dagli scritti del P. Giacinto Bianchi, Roma 1953
- Gocce di luce. Gocce di vita, Figlie di Maria Missionarie, Massa 2004
- Lettere a Delfina 1886-1894, Figlie di Maria Missionarie, Roma 2007
- Preghiere, Figlie di Maria Missionarie, Roma 2008
- Voi siate vere sorelle. Scritti per le Figlie di Maria Missionarie, Figlie di Maria Missionarie, Roma 2010
- Madre di grazia e di allegrezza. Scritti mariani, Figlie di Maria Missionarie, Roma 2011
- Chiamate ad essere perfette. Scritti per le Pie Unioni delle Figlie di Maria, Figlie di Maria Missionarie, Roma 2011
- Quanto ora ti scrivo. Brani scelti dall'epistolario, Figlie di Maria Missionarie, Roma 2013
- Scritti, a cura di Antonietta Papa e Fabrizio Fabrizi, Cantagalli, Siena, 2017